# U-954
Unterseeboot 954 foi um submarino alemão do Tipo VIIC, pertencente a Kriegsmarine que atuou durante a Segunda Guerra Mundial.

## Comandantes
| Comandante       | Data                                        |
| ---------------- | ------------------------------------------- |
| Kptlt. Odo Loewe | 23 de dezembro de 1942 - 19 de maio de 1943 |

## Subordinação
Durante o seu tempo de serviço, esteve subordinado às seguintes flotilhas:
| Período                                      | Flotilha                                  |
| -------------------------------------------- | ----------------------------------------- |
| 23 de dezembro de 1942 - 30 de abril de 1943 | 5. Unterseebootsflottille (treinamento)   |
| 1 de maio de 1943 - 19 de maio de 1943       | 9. Unterseebootsflottille (serviço ativo) |

## Operações conjuntas de ataque
O U-954 participou das seguinte operações de ataque combinado durante a sua carreira:
- Rudeltaktik Meise (25 de abril de 1943 - 27 de abril de 1943)
- Rudeltaktik Star (27 de abril de 1943 - 4 de maio de 1943)
- Rudeltaktik Fink (4 de maio de 1943 - 6 de maio de 1943)
- Rudeltaktik Inn (11 de maio de 1943 - 15 de maio de 1943)
- Rudeltaktik Donau 2 (15 de maio de 1943 - 19 de maio de 1943)